# Dompierre-sur-Veyle

Dompierre-sur-Veyle este o comună în departamentul Ain din estul Franței.